# 小绒鸭
小绒鸭（学名：Polysticta stelleri）为鸭科小绒鸭属下唯一的一種鸟类，俗名绒鸭。分布于西伯利亚东部北极海岸、阿拉斯加海岸及附近岛屿、芬兰、挪威、勘察加半岛、阿留申半岛、千岛群岛、朝鲜半岛海岸以及中国大陆的东北。多栖息于苔原冻土、冰封海面以及清水海岸。该物种的模式種發現於西伯利亚东部的堪察加半岛。

## 保護
小絨鴨屬於非歐亞水鳥遷移協定保護物種，在阿拉斯加有其恢復計劃。